# Bulbophyllum culex
Bulbophyllum culex är en orkidéart som beskrevs av Henry Nicholas Ridley. Bulbophyllum culex ingår i släktet Bulbophyllum och familjen orkidéer. Inga underarter finns listade i Catalogue of Life.